# Boulevard (California)
Boulevard es un área no incorporada ubicada en el condado de San Diego en el estado estadounidense de California. En el año 2010 tenía una población de 315 habitantes.

## Geografía
Boulevard se encuentra al sur de la Interestatal 8 a 38 millas (61,2 km) al oeste de El Centro. La oficina postal se encuentra en las coordenadas 32°39′50″N 116°16′30″O / 32.66389, -116.27500.